# Стрыяс, Францишек
 Франци́шек Стры́яс (пол. Franciszek Stryjas, 28 января 1882, Попув, Великопольское воеводство — 31 августа 1944, Калиш, Великопольское воеводство) — блаженный Римско-католической церкви, мирянин, мученик. Входит в число 108 блаженных польских мучеников, беатифицированных римским папой Иоанном Павлом II во время его посещения Варшавы 13 июня 1999 года.

## Биография
Во время оккупации немецкими войсками Польши в 1939—1944 годах занимался в подполье катехизацией и подготовкой детей к Первому Причастию. За свою деятельность был арестован гестапо и погиб от пыток в тюрьме города Калиш.

## Прославление
13 июня 1999 года был беатифицирован римским папой Иоанном Павлом II вместе с другими польскими мучениками Второй мировой войны.
День памяти — 12 июня.